# Shinsuke Sakimoto
Shinsuke Sakimoto (japanisch 嵜本 晋輔 Sakimoto Shinsuke; * 14. April 1982 in der Präfektur Osaka) ist ein ehemaliger japanischer Fußballspieler.

## Karriere
Sakimoto erlernte das Fußballspielen in der Schulmannschaft der Kansai University Daiichi High School. Seinen ersten Vertrag unterschrieb er 2001 bei den Gamba Osaka. Der Verein spielte in der höchsten Liga des Landes, der J1 League. Für den Verein absolvierte er zwei Erstligaspiele. 2004 wechselte er zum Drittligisten Sagawa Express Osaka. Für den Verein absolvierte er 20 Ligaspiele. Ende 2004 beendete er seine Karriere als Fußballspieler.